# Борха, Анна Франсиска де
Анна Франсиска де Борха-и-Дория (Ana Francisca de Borja y Doria; 1640 — июль 1706) — испанская аристократка из дома Борджиа, первая женщина, управлявшая вице-королевством Перу. Её правление длилось 5 месяцев с 7 июня по 12 ноября 1669 года — то время, пока её супруг вице-король граф Лемос, занимался подавлением мятежа.

## Биография
Родилась в 1640 году в городе Гандия, в окрестностях Валенсии. Восьмая дочь Франсиско Паскуаля де Борха и Арагон и Сентельес, 8-го герцога де Гандия (1596—1664), и Артемиды Марии Анны Терезы Гертруды Дориа Колонны, принцессы де Дориа де Мельфи. Её отец и дед были герцогами Гандия из рода Борха (Борджиа), а мать и бабушка по отцу происходили из итальянского рода Дориа. Отец был троюродным братом Франсиско де Борха, вице-короля Перу в 1615—1521 годах. Старшая сестра Маддалена (1627—1700) была замужем за Филиппом-Франсуа, первым герцогом Аренбергом из рода Линь.
Первым браком Анна Франсиска де Борха-и-Дориа вышла замуж за Энрике Энрикеса Пиментеля и Осорио, 5-го маркиза де Тавора (1604—1663), вице-короля Наварры (1641), вице-короля Арагона (1641) и председателя Совета приказов (1655—1663). Первый брак был бездетным.
20 июля 1664 года она вторично вышла замуж за своего дальнего родственника, Педро Антонио Фернандеса де Кастро, 10-го графа Лемоса и 7-го маркиза де Сарриа (1632—1672). Дети от второго брака:
• Мария Альберта Фернандес де Кастро Португаль Борха (1665—1706), муж — Мануэль Лопес де Суньига и Сармьенто де Сильва, 10-й герцог де Бехар, 11-й маркиз де Хибралеон и 13-й граф де Белалькасар.
• Хинес Мигель Франсиско Фернандес Руис де Кастро Португаль Борха, 11-й граф де Лемос (род. 16 октября 1666), 1-я жена — Каталина Лоренца де Мендоса-и-Сильва Аро и Арагона, 2-я жена — Мария Анна Пьедад Осорио и Гусман, 3-я жена — Мария Елена де Суньига Сотомайор и Кастро.
• Сальвадор Франсиско Фернандес Руис де Кастро Португаль Борха (1668—1694), женат на Франсиске де Паула Сентурион де Кордова Мендоса и Каррильо де Альбронос, 4-я маркиза де Армуния.
• Роза Франсиска Фернандес де Кастро Португаль Борха (род. 1669)
• Лукреция Фернандес де Кастро Португаль Борха (род. 1670)
• Франсиско Игнасио Фернандес де Кастро Португаль Борха (1672—1692).
12 июня 1667 года Педро Антонио Фернандес де Кастро Андраде и Португал, 10-й граф Лемос, супруг Анны Франсиски, был направлен вице-королём в Лиму.
В период отсутствия мужа Анна Франсиска возглавляла правительство как «губернадора» (исп. gobernadora). Этот пост не был номинальным, она имела всю полноту власти в соответствии с королевским декретом, её власть была признана аудиенцией, а она самостоятельно принимала решения, связанные с управлением колонией.
Период, пока Анна Франсиска держала в своих руках бразды управления вице-королевством, ознаменовался нападением пирата Моргана на Портобело в Панаме. Узнав о бедственном положении осаждённых, Анна Франсиска направила им в помощь подкрепления и амуницию.
Анна Франсиска де Борха отличалась большой религиозностью и добилась от Ватикана канонизации своего предка, св. Франсиско Борджиа, а также Розы Лимской.
Граф де Лемос скончался 6 декабря 1672 года. Графиня и ее дети покинули Перу 11 июня 1675 года. Она умерла в 1706 году в Мадриде.